# 園地
園地（えんち）とは、
1. 公園や庭園などの敷地の総称。
2. 日本古代の律令制において、主に桑・漆を栽培するために支給された、宅地に付属した土地を指す。蔬菜（野菜類）や果樹類も栽培された。

ここでは、後者の例について解説する。

## 概要
田令によると、
1. 班田収授法と並んで、地の多少（土地の広さ）に応じて各戸に「均給」された。
2. 絶戸の場合は「還公」といって返却する必要があった[1]。

その実態は不明で、不輸租地であったが、面積など班給の基準は定まっていない。田の賃租は１年限りであったが、園は任意に賃租、及び、売却することができ、官司に報告し、承認を得ることで、子孫への世襲・他人への永買や賃租が可能であった。
すなわち、還公のための条件となっている絶戸の場合でも、所有者が生存中に売った園地はその対象とはならなかった。そのため、土地の私有が発展するよりどころになっている。
このほか、戸婚律在官奪私園圃条では、園圃の侵奪に関する罪を定めている。
寺への施入や売買は禁止されていたが、実際には行われていた。『続日本紀』によると、天平18年（746年）には
とある。
神護景雲2年（768年）9月の称徳天皇の勅でも「大宰府が観世音寺の墾田を収公し、人民に班給した」ことを問題とし、人民に班給してあった開墾の進んだ田12町4段を寺に施入し、園地36町6段を従来通り公地としたとある。
延暦2年（783年）6月の桓武天皇の勅によると、「京師や畿内の定額寺の数には限りがあり、ひそかに寺を作り、営むことについては制度を立てているが、近年規制がゆるやかになっており、このまま年代が立てば寺でない土地はなくなるであろう。厳しく禁断を加えるべし。今後は私に道場を建造したり、田や家や園地を喜捨したり、それらを売却・交換して寺に与えたりしたら、主典以上の官人は現職を解任し、その他の官人は蔭・贖の特権にかかわりなく、杖80叩きの刑に処す」となっている。
延暦14年（795年）4月の勅によると、（普通の）寺院が他人の名義を借りて、実は自分のものにするという行為が行われているといい、既に寺に施入されている土地について調査し、今後は寺が得た土地は官が没収することとし、このようなことがないように、という厳しい処置で臨む態度を示している。
以上のような禁令がしばしば発せられたが、効果はなかった。中世には園（その）に発展し、年貢はなく、公事のみが義務づけられた。

## 特徴
養老令の配列からすると、田令15条の次に16条「桑漆条」が配列されており、
上戸に桑300根、漆100根以上。中戸に桑200根、漆70根以上。下戸に桑100根、漆40根以上を5年で植え終えるように、土地が桑漆の栽培に適していない場合、及び、狭い郷では、数通りでなくてもよい。
と定められている。このことからも、園地には桑漆が植えられることが前提となっていることが分かる。ただし、実態としては野菜や果実も植えられていたようである。
唐の田令で園地と対比できるものは、「園宅地」と「戸内永業田」であり、両方とも「均給」はされるけれども、「還公」はされないものである。前者は土地の兼併を禁ずる一般規定以外に売買などについての制約は存在しないが、後者は特定の場合のみの売買が許され、貼賃・入質も禁止されていた。加えて、桑や楡が課植され、収授の対象とはされないという名目ではあったが、狭郷においては事実上の収授の対象とされることもあった。土地所有の性格から見ると、日本の園地は「園宅地」に近い性質を持っているが、条文を比較すると、「戸内永業田」の条文を参考にしたことも見えて来る。つまり、令の制定者は「園宅地」と「戸内永業田」を併せたようなものとして「園地」を構想し、日本の実情を加味したものと思われ、養老令において、大宝令にはなかった「宅地」を新設し、「桑漆条」を立てて、園地条との補完関係に置いたものと思われる。養老令の改訂の背景には、霊亀年間以降の陸田奨励政策があったようであり、陸田も口分田に準じて収授の対象となったものと思われる。
上述の禁令に共通している点として、ともに寺院に関する地目としてのみ現れている。上記の天平18年の史料で、競買の対象とされているのは、墾田と園地であり、墾田との関係で園地の景観上の特色を叶えると、宅地に園地が存在しないことが分かる。彌永貞三の説によると、園地には私有地としての性格の強い畠地（私園圃）が中核に存在するが、他方で公私共利の場としての園地があり、園地にはこの2種類があったのではないか、としている。